# 오타 가즈키
오타 가즈키(일본어: 太田 一輝, 1993년 1월 27일~)는 일본의 축구 선수이다.

## 구단 경력
그는 2015년 일본 풋볼 리그의 아술 클라로 누마즈에 입단했다. 2016년 일본 풋볼 리그 3위를 기록하여 J3리그로 승격했다. 2018년까지 91경기에 출전하여, 9득점을 넣었다. 2018년후 현역 은퇴.